# Sheng Lihao
Sheng Lihao (xinès simplificat: 盛李豪, pinyin: Shèng Lǐháo; Zhangjiagang, Jiangsu, 4 de desembre de 2004) és un tirador esportiu xinés. Va guanyar la medalla de plata als Jocs Olímpics d'estiu de 2020 en la prova de carabina d'aire comprimit de 10 m. Posteriorment, va guanyar la medalla d'or tant en el rifle d'aire comprimit de 10 metres masculí com en l'equip mixt de carabina d'aire comprimit de 10 m en duo amb Huang Yuting als Jocs Olímpics d'estiu de 2024 a París.
La trajectòria de Sheng en el tir va començar als 13 anys, durant unes vacances quan el seu pare el va introduir en l'esport. El seu entusiasme va ser immediat, i prompte va expressar el desig de dedicar-se seriosament a l'esport. Reconeixent-ho com una activitat extraescolar valuosa, els seus pares van donar suport a la seua idea. Tot just un any després, l'habilitat natural de Sheng va ser evident quan es va unir a l'equip de tir de l'escola esportiva de Suzhou. El seu rendiment excepcional va portar a un ràpid ascens a l'equip provincial de Jiangsu.
Amb 14 anys, les habilitats de Sheng li van fer guanyar un lloc a l'equip nacional de la Xina. Als 15 anys, va ser seleccionat per a l'equip olímpic de Tòquio, on va aconseguir una medalla de plata de manera impressionant i va ser celebrat com l'atleta més jove en guanyar una medalla olímpica a la prova de tir. Sheng va continuar trencant barreres establint un nou rècord mundial amb una puntuació de 637,9 punts, mostrant la seua estabilitat inigualable i un rendiment constant, una gesta que fins i tot el seu entrenador va trobar difícil d'explicar.